# ŠNK Hajduk Krčenik
NK Hajduk je nogometni klub iz Krčenika u općini Podravska Moslavina, a nedaleko Donjeg Miholjca u Osječko-baranjskoj županiji.
NK Hajduk je član Nogometnog središta D. Miholjac te Županijskog nogometnog saveza Osječko-baranjske županije. Klub je osnovan 1946.
Klub se nalazio u statusu mirovanja od 2017. do ljeta 2021.
U ljeto 2021. klub je reaktivan i trenutno nastupa u sklopu 2. ŽNL D. Miholjac.

## Vanjske poveznice
- http://www.donjimiholjac.hr/sportske-udruge